# Rozwinięcia rytmiczne
Rozwinięcie rytmiczne – w muzyce rodzaj celowej nieregularności rytmicznej.
Ściśle zdefiniowany rytm oparty na regularnym metrum wprowadził do muzyki pewne skrępowanie. Wraz z rozwojem sztuki muzycznej, kompozytorzy szukali sposobów ożywienia rytmicznego, bez burzenia naczelnych zasad rytmem rządzących. Ostatecznie powstało kilka metod ożywienia rytmu:
Nieregularny podział jednostek rytmicznychMa to miejsce wówczas, kiedy nuta, zamiast zasady wynikającej z regularnego podziału rytmicznego, dzielona jest nie na dwie, ale na trzy równe części lub nuta z kropką na dwie. W pierwszym przypadku jest nieco za mało czasu na zagranie trzech nut w pełnym wymiarze ich trwania, w drugim nieco za dużo. Powoduje to chwilowe zachwianie rytmu przez przyspieszenie lub zwolnienie przy zachowaniu jednakowego czasu rytmu głównoczęściowego.
Trzy nuty, zamiast dwóch o tej samej wartości, nazywa się triolą. Dwie nuty w miejscu, w którym powinny występować trzy o tej samej wartości, nazywa się duolą. Analogicznie można tworzyć kwartole, kwintole, sekstole, septymole itd.
Pauza na mocnej części taktuwywołuje pewne zachwianie rytmu i akcentowania, gdyż w miejscu akcentowanym następuje cisza. Często jest to połączone z postawieniem akcentu dynamicznego na słabej części taktu.
Połączenie (legato) grupy nut w takciew tej sytuacji zasada frazowania jest nadrzędna ponad akcentowaniem naturalnym.